# Barbatos

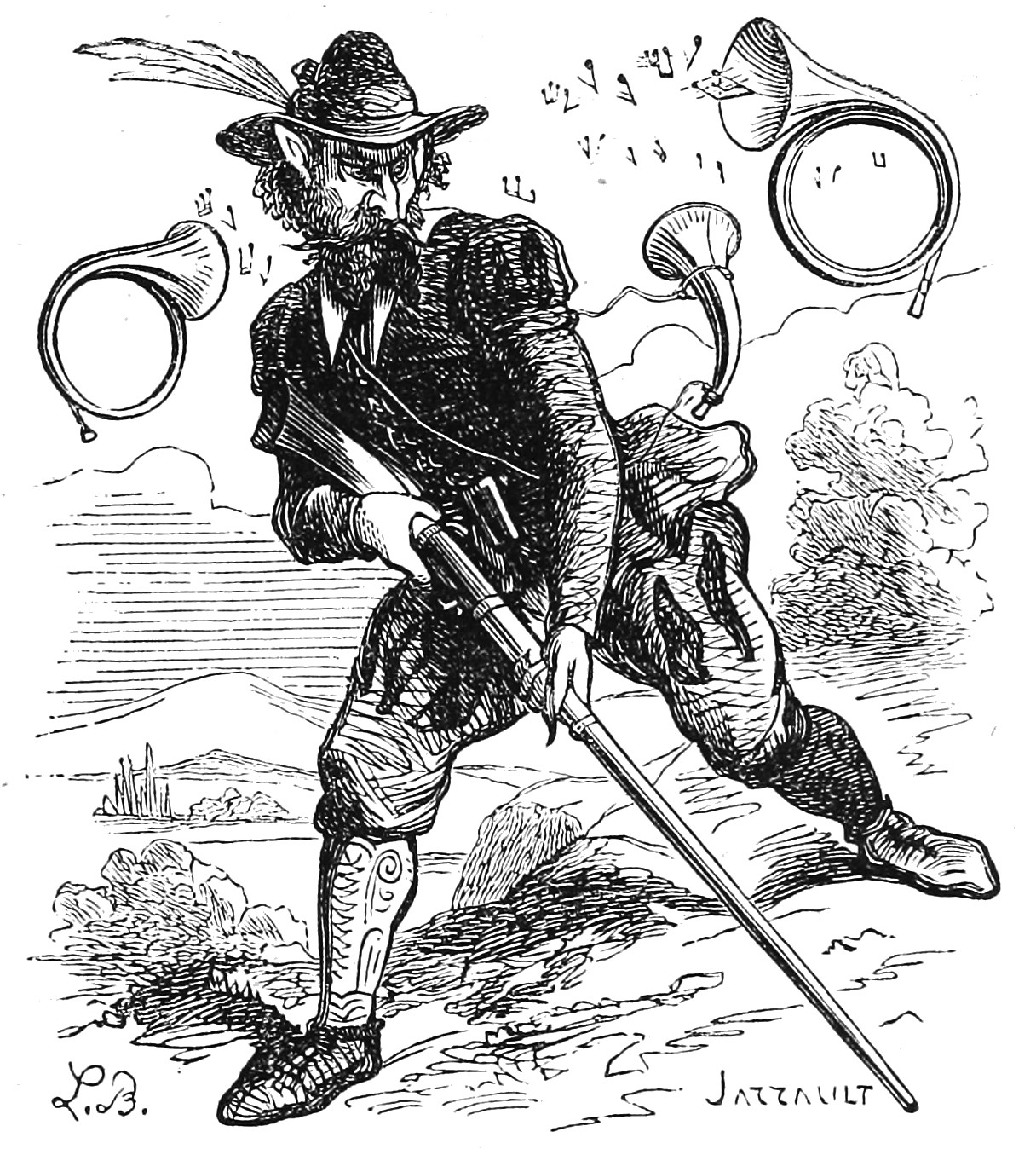
Barbatos. Illustration du Dictionnaire infernal de Jacques Auguste Simon Collin de Plancy. Édition de 1863.

Dans la goétie, science de l'invocation des démons, Barbatos est considéré comme le Comte et le Duc des Enfers.
Il commande aux trente légions infernales et est accompagné de Quatre Rois des Enfers pour commander ses légions. Il a le pouvoir de parler aux animaux, de voir le passé et le futur, de manipuler amis et dirigeants et incarne la cupidité. Le Lemegeton le classe en 8e position et la Pseudomonarchia Daemonum en 6e position de la hiérarchie des démons,.
Son nom est dérivé du latin barbatus qui signifie « vieil homme » ou « philosophe ».

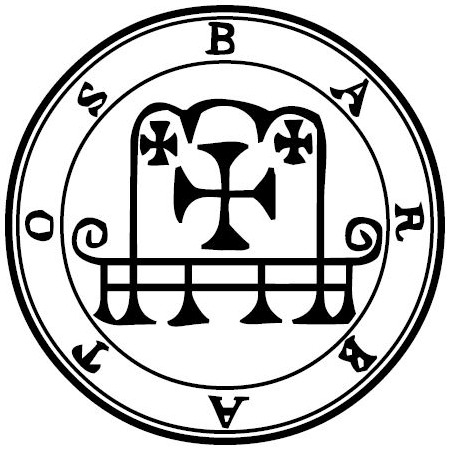
Sceau du démon Barbatos dans le Lemegeton.

## Dans la culture populaire
- Barbatos a inspiré un groupe de black/thrash metal qui en a tiré son nom[3] ;
- Barbatos est également le nom donné au mobile suit de type Gundam[4] qui accompagne les principaux personnages dans la série Mobile Suit Gundam : Iron Blooded Orphans ;
- Barbatos est le nom du djinn issu de la chasse et de la noblesse, maîtrisant la magie de la force et occupant le 8e labyrinthe conquis par Mu Alexius dans le manga : Magi the labyrinth of Magic, de Shinobu Ohtaka prépublié depuis juin 2009 dans le magazine Weekly Shōnen Sunday de l'éditeur Shōgakukan. ;
- Barbatos est l'antagoniste principal de l'Arc narratif Dark Nights: Metal de DC Comics[5].
- Barbatos est le nom d'Archon du personnage Venti, de Genshin Impact.
- Barbatos est un personnage du jeu Obey Me, où l'on peut draguer des démons.
- Barbatos apparaît dans le jeu vidéo Dragon Quest IV, il est l'un des quatre généraux à vaincre pour pouvoir affronter le boss final.
- Barbatos est un ennemi dans Final Fantasy X, que l'on rencontre dans Sin.
- Barbatos a inspiré un groupe de motards français pour la création de leur club "The Last Barbatos".